# Tom Carroll (fotbollsspelare)
Thomas James Carroll, född 28 maj 1992, är en engelsk professionell fotbollsspelare (mittfältare).
Carroll spelar som en djupt liggande kreativ central mittfältare, och är särskilt uppskattad för sin höga passningsprocent och sin kreativitet. Carrolls spelstil har jämförts med den tidigare lagkamraten Luka Modrić.

## Karriär
Carroll studerade på Parmiter School i Garston, Hertfordshire, nära hemstaden Watford, och han var kapten i skollaget på distrikts- och länsnivå. Han spelade även för Hertfordshires länslag innan han anslöt till Tottenham Hotspurs U-16–lag, med vilka han vann Legnagoturneringen i Italien år 2008. I juni 2010 skrev Carroll på ett proffskontrakt med Tottenham efter att ha gjort 10 mål på 23 matcher för Tottenhams reservlag. Han gjorde sitt första seniorframträdande i en Europa League-match den 25 augusti 2011 mot Heart of Midlothian. Han spelade därefter i fyra matcher i Europa Leagues gruppspel. Den 20 september 2011 fanns Carroll med i startelvan i en cupmatch mot Stoke City. Matchen slutade 0-0 och gick till straffavgörande, Carroll gjorde mål på sin straff men Tottenham förlorade straffläggningen med 6-7. Hans första framträdande under 2012 kom i en FA-cupseger mot Cheltenham Town.
Den 30 januari 2012 gick Carroll Championship–laget Derby County på lån till slutet av säsongen 2011/2012. Carroll gjorde mål i sin debutmatch en dag senare i ett 3-2–nederlag mot Barnsley, ett mål som var hans första i professionell fotboll. Carroll var ordinarie i Derby och spelade både på centrala mittfältet samt som högermittfältare på grund av en skadekris i laget. Efter att själv ha dragit på sig en lättare skada avslutade sin utlåning med 12 ligaframträdanden.
Carroll gjorde sin Premier League–debut den 3 november 2012 då han ersatte Kyle Walker i den 79:e minuten i en 1-0–förlust hemma mot Wigan Athletic.
Den 2 september blev Tom Carroll tillsammans med lagkamraten Benost Asou-Ekotto utlånad till QPR. Lånen sträcker sig över säsongen 2013-2014.
Den 22 augusti 2014 skrev Carroll på ett säsongslångt lån till Swansea City. Senare blev det även en permanent övergång till klubben. Den 31 januari 2019 lånades Carroll ut till Aston Villa på ett låneavtal över resten av säsongen 2018/2019. Den 4 september 2020 återvände Carroll till Queens Park Rangers, där han skrev på ett ettårskontrakt.